# Pribislaw (Alt-Lübeck)
Pribislaw (* unbekannt; † nach 1156) war ein abodritischer Fürst aus dem Geschlecht der Nakoniden, der von 1131 bis längstens 1142 über die abodritischen Teilstämme der Wagrier und Polaben herrschte. Seine verfassungsrechtliche Funktion nach 1142 ist unklar. Noch 1156 trat er in Lübeck gegenüber dem Oldenburger Bischof Vizelin als Wortführer der slawischen Bevölkerung auf.
Aufgrund einer Nachricht in der Slawenchronik des Helmold von Bosau  gilt Pribislaw gemeinhin als Sohn des nakonidischen Fürsten Budivoj. Helmold bezeichnet Pribislaws dort als „fratuelem Heinrici“, also als Neffe von Budivojs jüngerem Halbbruder Heinrich von Alt-Lübeck. Da „fratuelis“ nicht zwangsläufig als „Brudersohn“ zu übersetzen ist, Pribislaw bei seinem letzten Auftreten 1156 bereits über 80 Jahre alt gewesen wäre und zu keinem Zeitpunkt nach der Samtherrschaft im Abodritenland strebte, wird vereinzelt die Auffassung vertreten, er stamme von Heinrichs Onkel Blusso ab.
Nach der Ermordung des abodritischen Samtherrschers Knud Lavard begegnet Pribislaw zum Jahr 1131 in der Slawenchronik des Helmold von Bosau erstmals als Fürst der abodritischen Teilstämme der Wagrier und Polaben. Sein baldiger rascher Niedergang war verursacht durch Vergeltungszüge der Holsten 1138/39 gegen die heidnischen Slawen sowie durch die wagrische Konkurrenz aus dem Geschlecht des Kruto.
1142 belehnte der sächsische Herzog Heinrich der Löwe Adolf II. von Schauenburg mit Segeberg und ganz Wagrien sowie Heinrich von Badewide mit Ratzeburg und dem Land der Polaben. Pribislaws Stellung nach 1143 bleibt im Dunkeln. Nur zum Jahre 1156 erscheint er noch einmal in den Quellen: Als offenbar machtloser, wenn auch wohlhabender Mann nahm er an einem Gottesdienst im wagrischen Oldenburg teil, als Verkörperung von „Rückzug und Untergang des Slaventums“ (Lammers) in Nordelbien.